# Calephelis guadeloupe
Calephelis guadeloupe är en fjärilsart som beskrevs av John Kern Strecker 1878. Calephelis guadeloupe ingår i släktet Calephelis och familjen Riodinidae. Inga underarter finns listade i Catalogue of Life.